# 深脈松露
深脈松露（学名：Tuber elevatireticulatum），是松露的一種，於臺灣南投縣山區發現。，因其氣味特殊、穿透力強且濃郁芬芳且子實體較大，故被認為具有高經濟價值。

## 型態
子實體的直徑約為3公分，顏色偏白。深脈松露較白松露有更深的菌脈，故名。其種小名是由elevated（升高）和reticulatum（孢子外表的網脈或脈絡）二者組合而成。

## 生態
相較於他種松露多寄主在樺山松、雲杉、壳斗科等樹木上，深脈松露是目前發現第一種寄生在油杉上的松露，且是少數可在酸性土壤中生長的松露。